# Jeff Singer
Jeff Singer, född 31 mars 1971 i Manchester, är en brittisk trummis. Han har spelat med Paradise Lost och Blaze Bayley. Med Blaze Bayley har han släppt två album och ett livealbum.